# 1476
Пізнє Середньовіччя •  Відродження •  Реконкіста •  Ганза •  Ацтецький потрійний союз •  Імперія інків

## Геополітична ситуація
Османську державу очолює Мехмед II Фатіх (до 1481). Імператором Священної Римської імперії є Фрідріх III. У Франції королює Людовик XI (до 1483).
Апеннінський півострів розділений: північ належить Священній Римській імперії, середню частину займає Папська область, південь належить Неаполітанському королівству. Могутними державними утвореннями півночі є Венеційська республіка, Флорентійська республіка, Генуезька республіка та герцогство Міланське.
Майже весь Піренейський півострів займають християнські Кастилія і Леон, де розпочалася війна за спадщину, Арагонське королівство на чолі з Хуаном II (до 1479) та Португалія, де королює Афонсо V (до 1481). Під владою маврів залишилися тільки землі на самому півдні.
Едуард IV є королем Англії (до 1483), королем Данії та Норвегії — Кристіан I (до 1481), Швецію очолює регент Стен Стуре Старший (до 1497). Королем Угорщини є Матвій Корвін (до 1490), а Богемії — Владислав II Ягелончик. У Польщі королює, а у Великому князівстві Литовському княжить Казимир IV Ягеллончик (до 1492).
Частина руських земель перебуває під владою Золотої Орди. Галичина входить до складу Польщі. Волинь належить Великому князівству Литовському. Московське князівство очолює Іван III Васильович (до 1505).
На заході євразійських степів від Золотої Орди відокремилися Казанське ханство, Кримське ханство, Ногайська орда. У Єгипті панують мамлюки. У Китаї править династія Мін. Значними державами Індостану є Делійський султанат, Бахмані, Віджаянагара. В Японії триває період Муроматі.
У Долині Мехіко править Ацтецький потрійний союз на чолі з Ашаякатлем (до 1481). Цивілізація мая переживає посткласичний період. В Імперії інків править Тупак Юпанкі (до 1493).

## Події

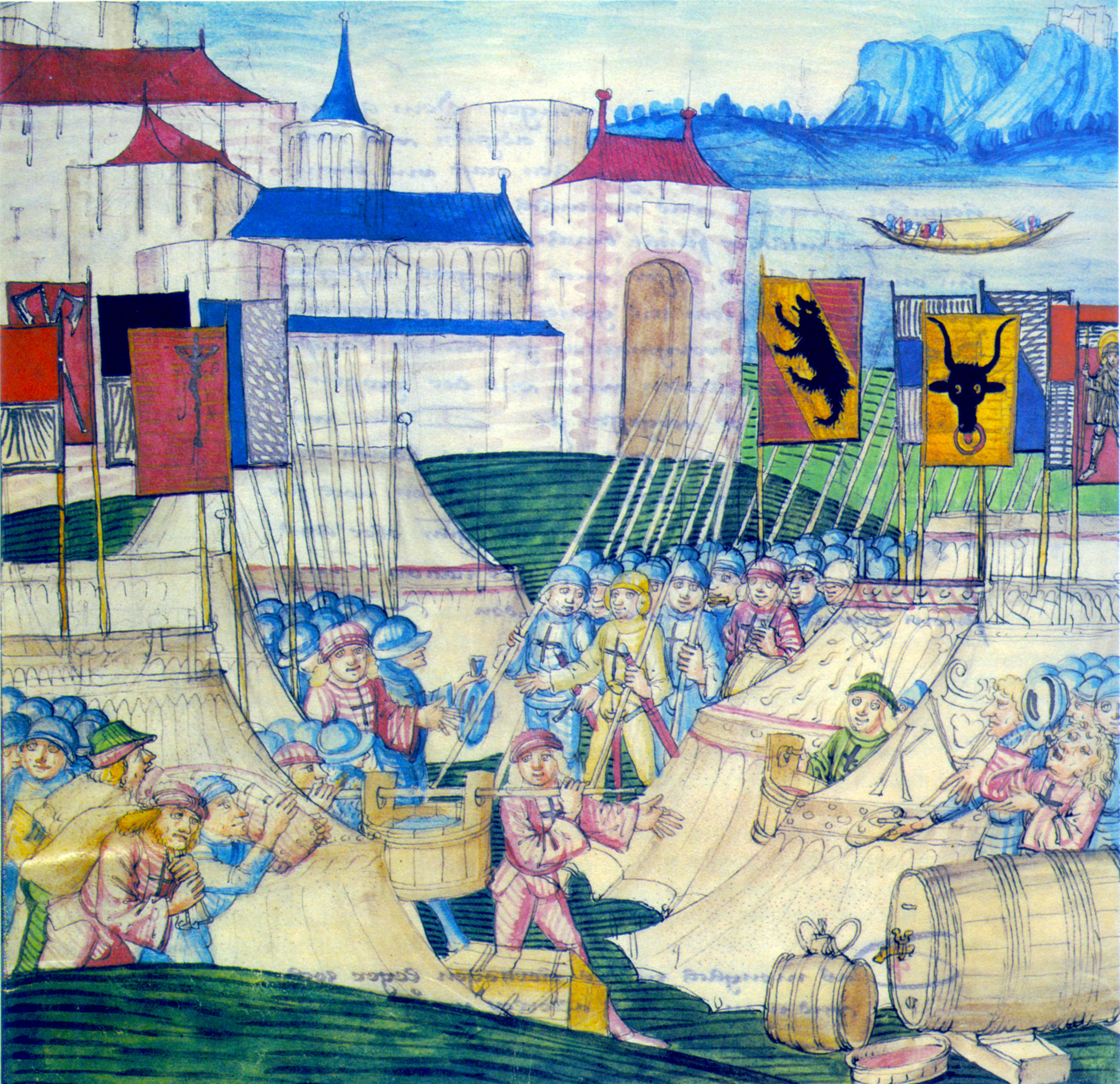
Битва під Грансоном.

- Перша письмова згадка про село Чаниж Буського району Львівської області.
- Московський князь Іван III Васильович відмовився поїхати в Сарай на виклик хана Ахмада.
- Влад Цепеш утретє оголосив себе господарем Волощини, але загинув на шляху до Бухареста.
- Війська португальського короля Афонсо V зазнали поразки від кастильців у війні за кастильську спадщину.
- Міста й сільські громади Кастилії, Леону та Астурії об'єдналися в спілку, що отримала назву Свята Ермандада.
- Швейцарці здобули перемогу над герцогом Бургундії Карлом Сміливим спочатку поблизу Грансона, а потім під Муртеном.
- Угорський король Матвій Корвін унаслідок конфлікту з імператором Фрідріхом III вторгся в Каринтію, Штирію та Нижню Австрію.
- До влади в Мілані прийшов Людовіко Сфорца.
- Турецький султан Мехмед II разом із кримськими татарами та військами Волощини вторгнувся в Молдову й завдав поразки силам молдавського господаря Штефана III Великого. Однак голод та хвороби змусили турків відступити

## Померли
- 19 червня — У битві з турками загинув трансільванський володар Влад Дракула, прототип майбутніх легенд про вампірів.